# Гречанівський Сергій Аркадійович
Гречанівський Сергій Аркадійович — український організатор кіновиробництва. Директор Будинку кіно. 
Заслужений працівник культури України.

## Біографія
Народився 19 лютого 1942 р. у с. Безпальче Полтавської області.
Закінчив Київський державний педагогічний інститут (1965). Працював у Спілках художників і кінематографістів, у Театрі-студії кіноактора Київської кіностудії ім. О. П. Довженка. 
Багаторічний заступник директора, директор Будинку кіно Будинок кіно — Вікіпедія (wikipedia.org)
Помер 20 травня 2020 року.в Києві 

## Громадська діяльність
Член Національної спілки кінематографістів України.

## Нагороди і відзнаки
Заслужений працівник культури України